# Motorvägar i Nederländerna
Motorvägarna i Nederländerna är mycket väl utbyggda. Detta beror på dels att landet är mycket tätbefolkat men också på att landet under många år har haft god ekonomi. Landet är också ganska platt och därför är det förhållandevis lätt att bygga vägar i Nederländerna. Nederländerna är ett av de länder som har de mest välutbyggda motorvägssystemen. Motorvägarna påminner till sitt utseende väldigt mycket om Storbritanniens. De är även ofta försedda med mer eller mindre identisk, påkostad belysning. Även typsnittet på skyltningen i Nederländerna är mycket snarlikt den som finns i Storbritannien. En viktig skillnad finns dock: Storbritannien har vänstertrafik, medan Nederländerna har högertrafik.
Köbildning på motorvägarna är ganska vanligt i Nederländerna, även om systemet är väl utbyggt. Därför har många och långa motorvägssträckor körfältssignaler för att kunna varna om köbildning och reglera hastigheten. En stor del av motorvägarna bevakas med kameror och sensorer i asfalten, så att en plöslig minskning av trafikhastigheten utlöser körfältssignalerna ovanför vägen. På flera platser finns även dynamiska tavlor som anger restid till nästa stad via olika alternativa motorvägar, så att trafikmängden kan utjämnas. På dessa tavlor ges även annan information, till exempel för att leda om trafiken vid evenemang, vägarbeten etc. För att främja resandet med kollektivtrafik anges ibland också restid för samma sträcka om man hade tagit tåget (särskilt effektivt om man sitter fast i en bilkö!).
Nederländerna har ansökt hos FN:s ekonomiska kommission för Europa om att få sänka filbredden på motorvägsfilerna i vissa fall. Det står nämligen i Europavägskonventionen att filbredden skall vara minst 3,5 meter (vilket är det normala också), och Nederländerna känner sig bundna av det. Man vill måla fler körfält på vissa hårt trafikerade vägar. I Sverige har det gjorts i Stockholm och Mölndal utan hänsyn till UNECE.
Vägnumren är gemensamma för både motorvägar och andra huvudvägar, men en bokstav tillkommer som är olika. Vägarna är numrerade från 1 till 99 och skyltas med vägnummer samt bokstaven A på motorvägssträckor och N på övriga sträckor. Om det är en lucka i en nederländsk motorväg finns alltså en väg mellan med samma nummer men med N. I Tyskland är det däremot så att i en lucka i en motorväg går en landsväg med helt annat nummer.

## Motorvägssträckor i Nederländerna

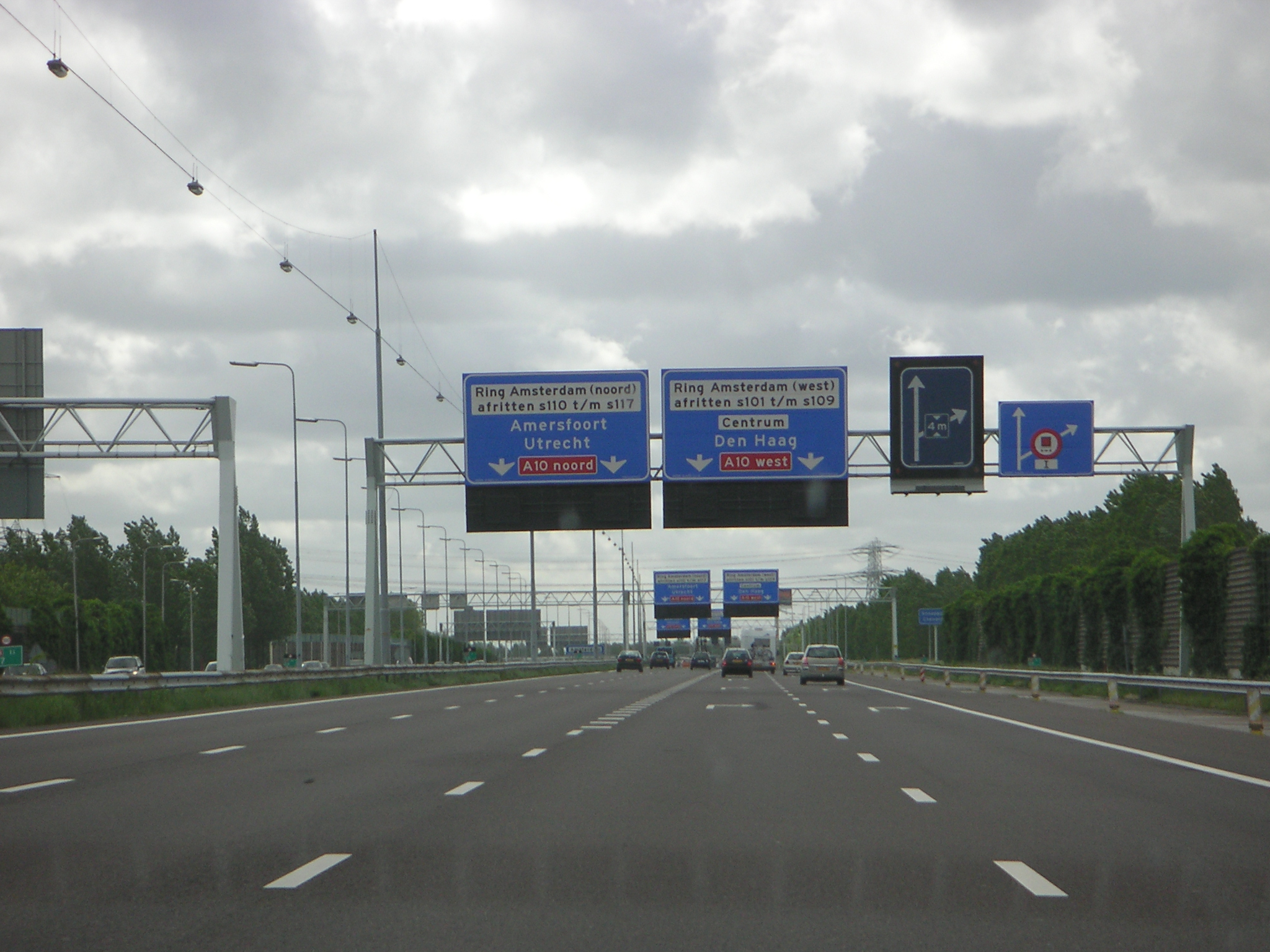
A8 strax nordväst om Amsterdam.

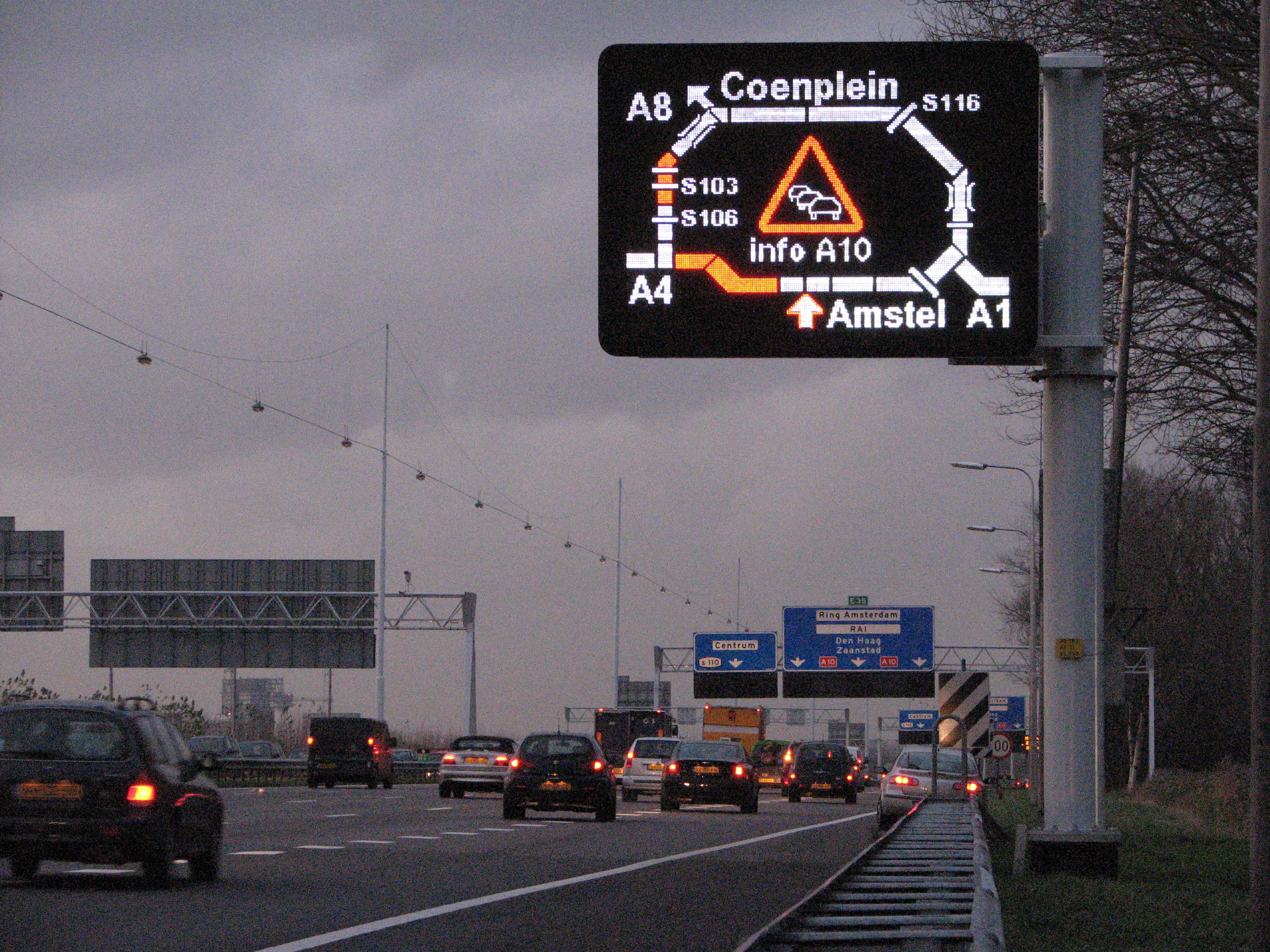
Dynamisk "vägvalstavla", där köer på motorvägarna framför anges med röd färg, så att man kan välja en annan motorväg.

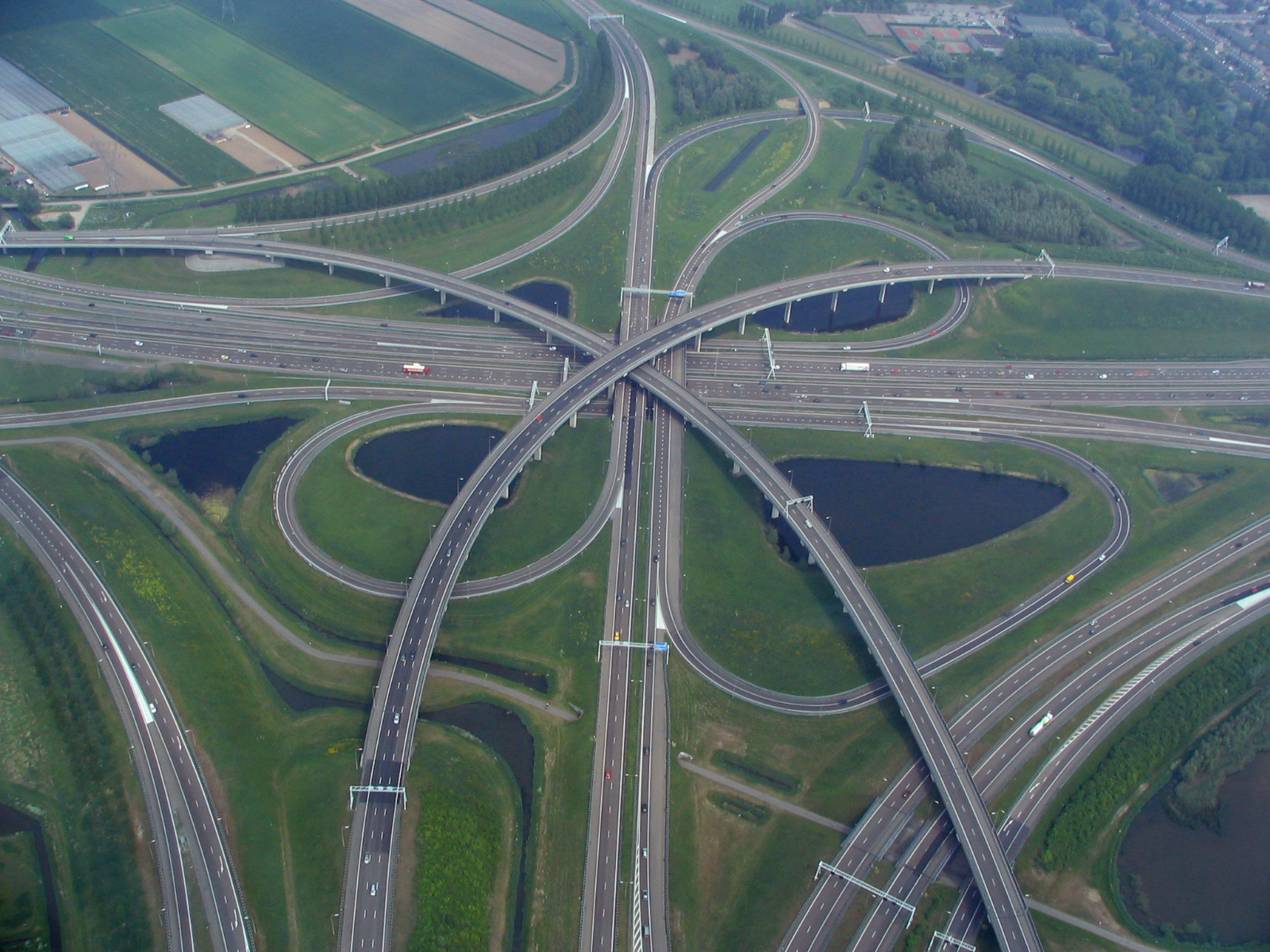
Trafikplats Ridderkerk söder om Rotterdam, där väg A15 och A16 korsar varandra.

- A1: Amsterdam - Hilversum - Amersfoort - Apeldoorn - Deventer - Hengelo - (Tyskland)
- A2: Amsterdam - Utrecht - 's-Hertogenbosch - Eindhoven - Weert - Geleen - Maastricht - ( Belgien)
- A4: Amsterdam - Amsterdam-Schiphols flygplats - Leiden - Den Haag - Delft
- A4: Vlaardingen - Hoogvliet
- A4: Bergen op Zoom - Antwerpen
- A5: Hoofddorp - Badhoevedorp
- A6: ansluter till motorväg A1 - Almere - Lelystad - Emmeloord - Joure
- A7: Zaanstad - Purmerend - Hoorn - Afsluitdijk - Sneek - Heerenveen - Drachten - Groningen - Hoogezand - Winschoten - Nieuweschans
- A8: Amsterdam - Zaanstad
- A9: ansluter till motorväg A2 - Amstelveen - Haarlem - Beverwijk - Alkmaar
- A10: ringmotorväg Amsterdam
- A12: (Tyskland) - Zevenaar - Arnhem - Ede - Utrecht - Gouda - Zoetermeer - Den Haag
- A13: Den Haag - Rotterdam
- A15: Europoort - Rotterdam - Dordrecht - Gorinchem - Tiel - Nijmegen
- A16: Rotterdam - Dordrecht - Breda - (Belgien)
- A17: Moerdijk - Roosendaal
- A18: Zevenaar - Doetinchem - Varsseveld
- A20: Gouda - Rotterdam - Vlaardingen - Maassluis
- A22: Ĳmuiden - Beverwijk
- A27: Breda - Gorinchem - Utrecht - Hilversum - Huizen - Almere
- A28: Utrecht - Amersfoort - Harderwijk - Zwolle - Meppel - Hoogeveen - Assen - Groningen
- A29: Rotterdam - Dinteloord
- A30: Barneveld - Ede
- A31: Harlingen - Leeuwarden
- A32: Meppel - Steenwijkerland - Heerenveen - Akkrum
- A35: Enschede - Hengelo - Almelo
- A37: Hoogeveen - Emmen
- A44: Wassenaar - Leiden - Nieuw Vennep
- A50: Eindhoven - Oss - Wijchen - Arnhem - Apeldoorn - Zwolle
- A58: Eindhoven - Tilburg - Breda - Roosendaal - Bergen op Zoom - Goes - Middelburg - Vlissingen
- A59: Hellegatsplein - Moerdijk - Waalwijk - 's-Hertogenbosch - Oss
- A65: Tilburg - Berkel-Enschot
- A67: (Belgien) - Eindhoven - Venlo - (Tyskland)
- A73: ansluter till motorväg A50 - Nijmegen - Venlo - Roermond - ansluter till motorväg A2
- A74: ansluter till motorväg A67 - Venlo - A73 - (Tyskland)
- A76: (Belgien) - Stein - Geleen - Hoensbroek - Heerlen - (Duitsland)
- A77: Boxmeer - (Tyskland)
- A79: Maastricht - Heerlen
- A200: Zwanenburg-Oost - Haarlem-Oost
- N205: ansluter till väg N207 - Zwanenburg-West - Haarlem-West
- A208: Velsertunnel (A22) - Haarlem
- N280: Haelen - Roermond - Tyskland
- A256: Goes – ansluter till motorväg A58
- A261: Tilburg - Loon op Zand
- A270: Eindhoven - Helmond
- A325: Arnhem - Nijmegen (tidigare A52)
- A326: förbindelse mellan motorvägarna A50 och A73 vid Wijchen
- A348: Arnhem - Dieren (Gelderland)